# Pont Jeanne-d'Arc (Melun)
Pour l’article homonyme, voir Pont Jeanne-d'Arc (Rouen).
Le pont Jeanne-d'Arc est un pont franchissant la Seine à Melun, en Seine-et-Marne, France.
Attestant la présence à Melun d'un franchissement entre île Saint-Étienne et la rive droite dès la période gallo-romaine, il est plusieurs fois reconstruit depuis, le pont actuel étant inauguré en 1950.
Pont routier à sens unique et piétonnier, limitrophe d'un important arrêt de bus sur l'île St-Étienne, le pont Jeanne-d'Arc est un des principaux axes de déplacement de Melun et son agglomération.
Il a ainsi retenu l'attention des artistes à travers le temps.

## Situation et accès
Il relie l'île Saint-Étienne, au niveau de la rue Saint-Étienne, à la rive droite de Melun, rue Saint-Aspais. En rive droite, il est à la jonction du quai Pasteur et du quai d'Alsace-Lorraine. C'est le plus ancien pont routier enjambant la Seine à Melun.
Le pont est desservi par plusieurs lignes de bus à l'arrêt de la place Praslin, sur l'île Saint-Étienne.

## Histoire
Quatre ponts se sont succédé jusqu'au pont actuel.

### 1erpontromain
Un pont en bois semble attesté à l'époque gauloise. Jules César, dans la Guerre des Gaules décrit ainsi que le général romain Labiénus : "rétablit le pont que les ennemis avaient coupé les jours précédents". Après la conquête romaine, un pont en pierre gallo-romain aurait été érigé.

### 2epontmédiéval
Au Moyen Âge, le pont reliant l'île Saint-Étienne à la rive droite comportait 8 arches. Les arches étaient d'une ouverture de 4,35 à 6 mètres, le pont présentant la particularité d'un dos d'âne sur la deuxième pile en partant de la rive droite. Un pavillon, représentant la justice royale existait à son entrée, le Grand Châtelet, ainsi qu'un gibet. Des moulins auraient été présents jusqu'en 1210,.
Au XVIIIe siècle, un projet de pont à arche unique est envisagé par l'ingénieur Jean-Rodolphe Perronet, sur le petit bras comme le grand bras de la Seine. Ce nouveau pont avait pour but tant de faciliter la navigation que de limiter l'usure de l'ouvrage par les caprices du fleuve. Il est abandonné pour des raisons à la fois techniques et financières.

### 3epontduXIXesiècle(1836-1944)
Un pont de pierre – construit de 1836 à 1838 – succède au pont du Moyen Âge tombé en ruine avant la Révolution française et démoli en 1837. Il est réalisé en maçonnerie et comporte 7 arches.

### 4epontLibération (1944-1948)
Lors de la Libération de Melun du 22 au 25 août 1944, le pont de pierre est détruit. Il est en effet livré aux explosifs le mercredi 23 août 1944 à 8 h 0.
Un pont et une passerelle pour piétons provisoires sont respectivement établis en amont et en aval du pont.

### 5epontJeanne-d'Arc(1948)
Le pont est reconstruit en 1948 et mis en service en 1950.

## Structure
Le pont est en béton armé. Il est composé de deux piles et de trois arches. L'ouverture centrale est de 26,50 mètres et les deux ouvertures latérales de 17,37 mètres. L'épaisseur des piles est de 1,5 mètre.

## Fonction

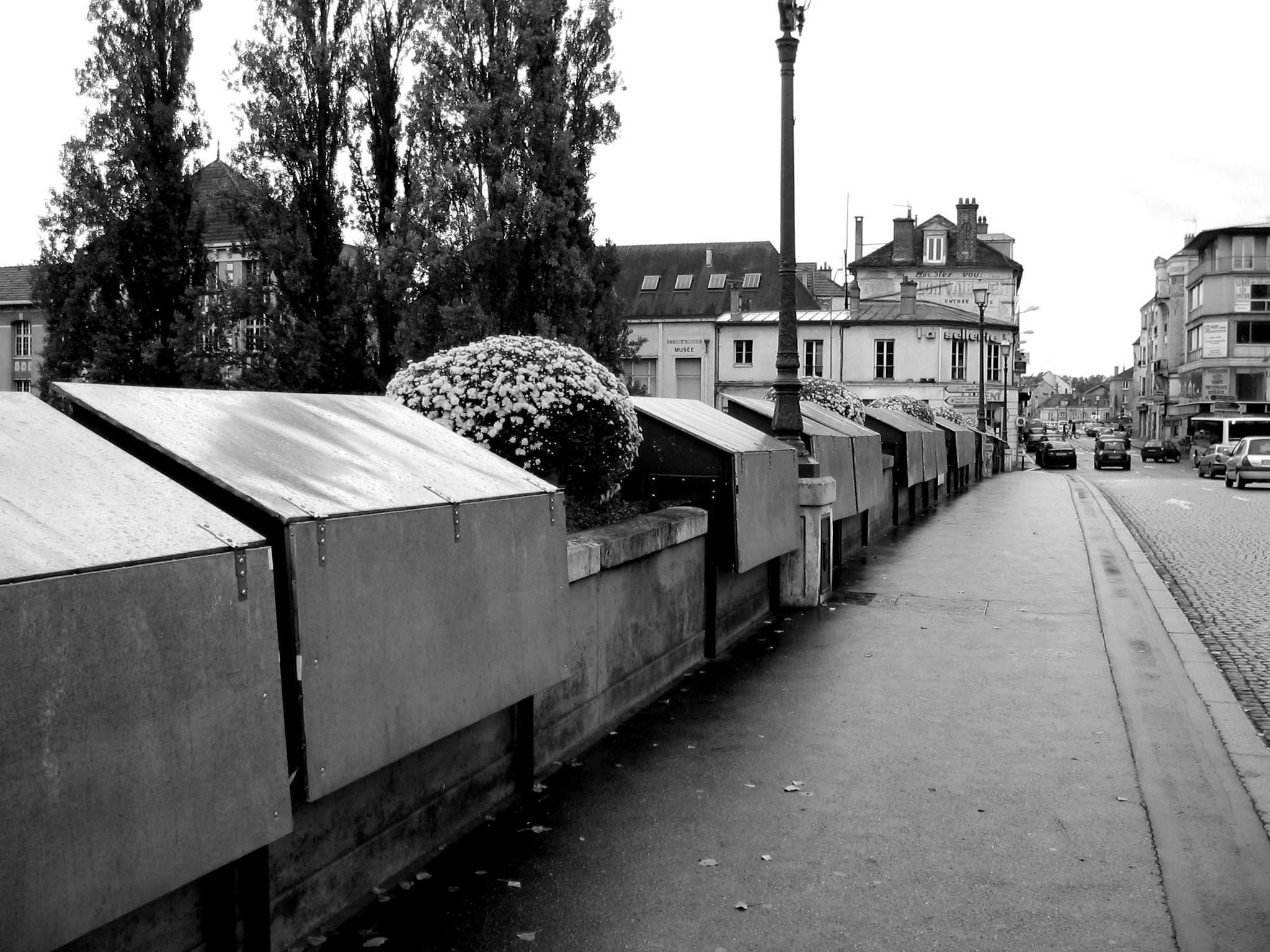
Les étals de bouquiniste.

Le pont franchit le petit-bras de la Seine. Il accueille la route départementale 415 (RD 415) et dispose de deux voies piétonnes de part et d'autre de la voie routière.
La voie routière est à sens unique, dans le sens rive-droite-île Saint-Étienne.
En 2005, sur la partie sud, le pont accueille une activité de bouquiniste.

## Dans l'art

### XXesiècle
- Georges Stein, Le Pont de Melun, s.d., peinture, huile sur toile, 57x74 cm, Musée de Melun[16].
- Georges Stein, Melun, le pont aux fruits le soir, 1913, peinture, huile sur toile, 52 × 80,5 cm, Musée de Melun[17].
- Jean-Pierre Ferrand, Melun, le Pont Jeanne d'Arc, 1950, peinture, huile sur carton, 33x41 cm, Musée de Melun[18].
- Jean-Pierre Ferrand, Melun, la place Praslin par temps de neige, 1956, peinture, huile sur carton, 33x41 cm, Musée de Melun[19].

## Galerie de photos

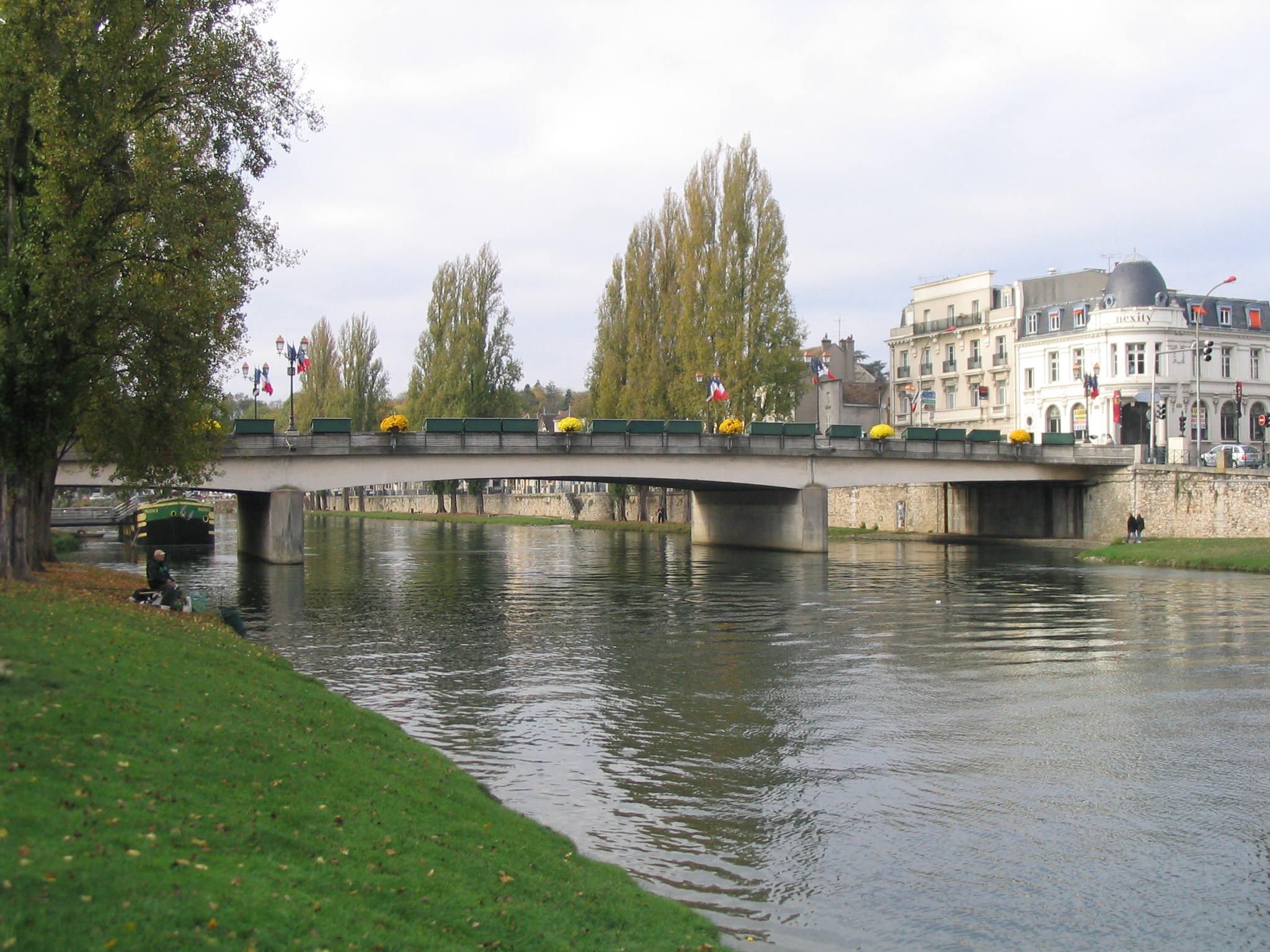
Vue du pont Jeanne-d'Arc depuis l'île Saint-Étienne et le quai de la Courtille.
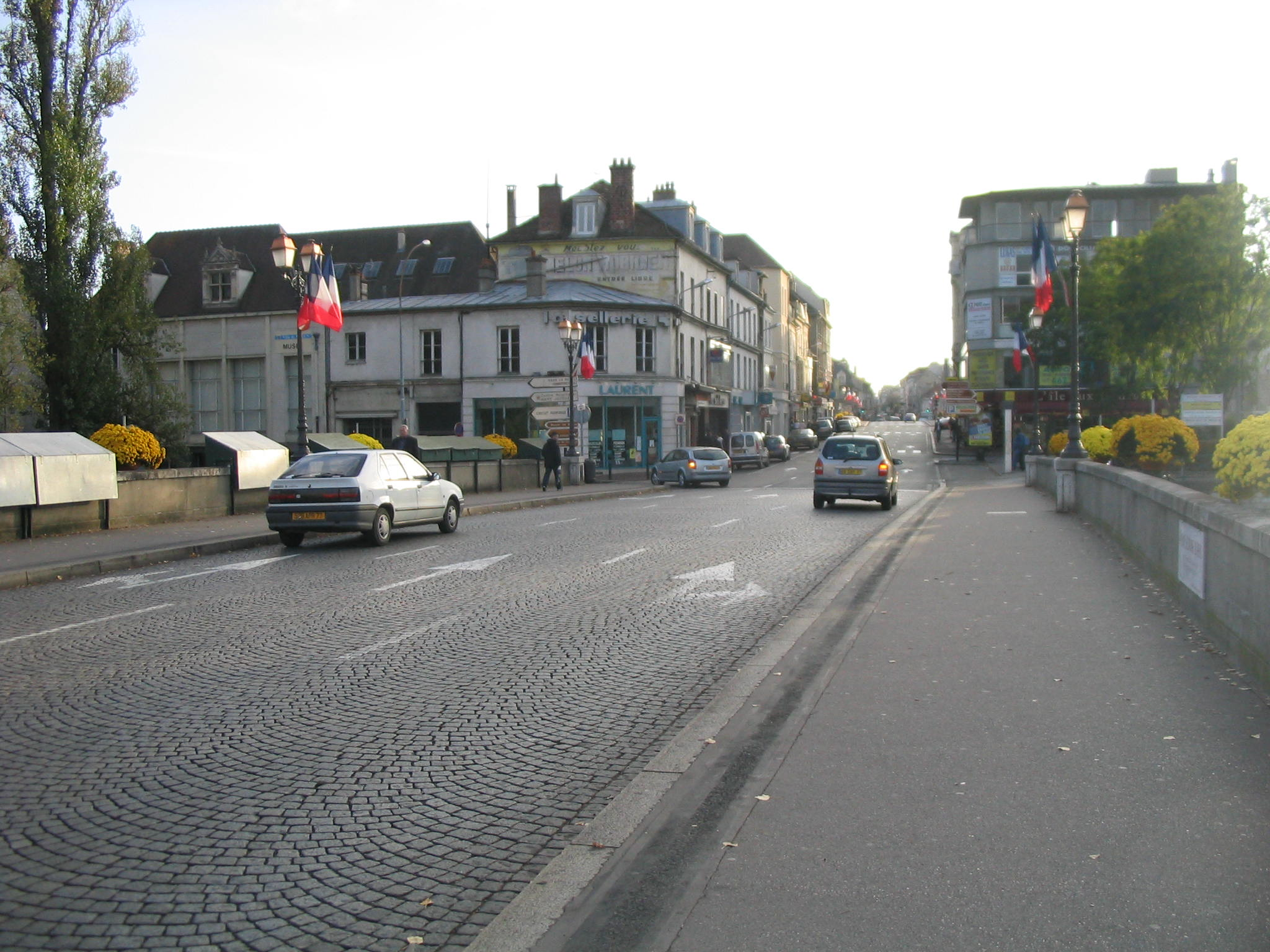
Le pont et la rue Saint-Étienne.
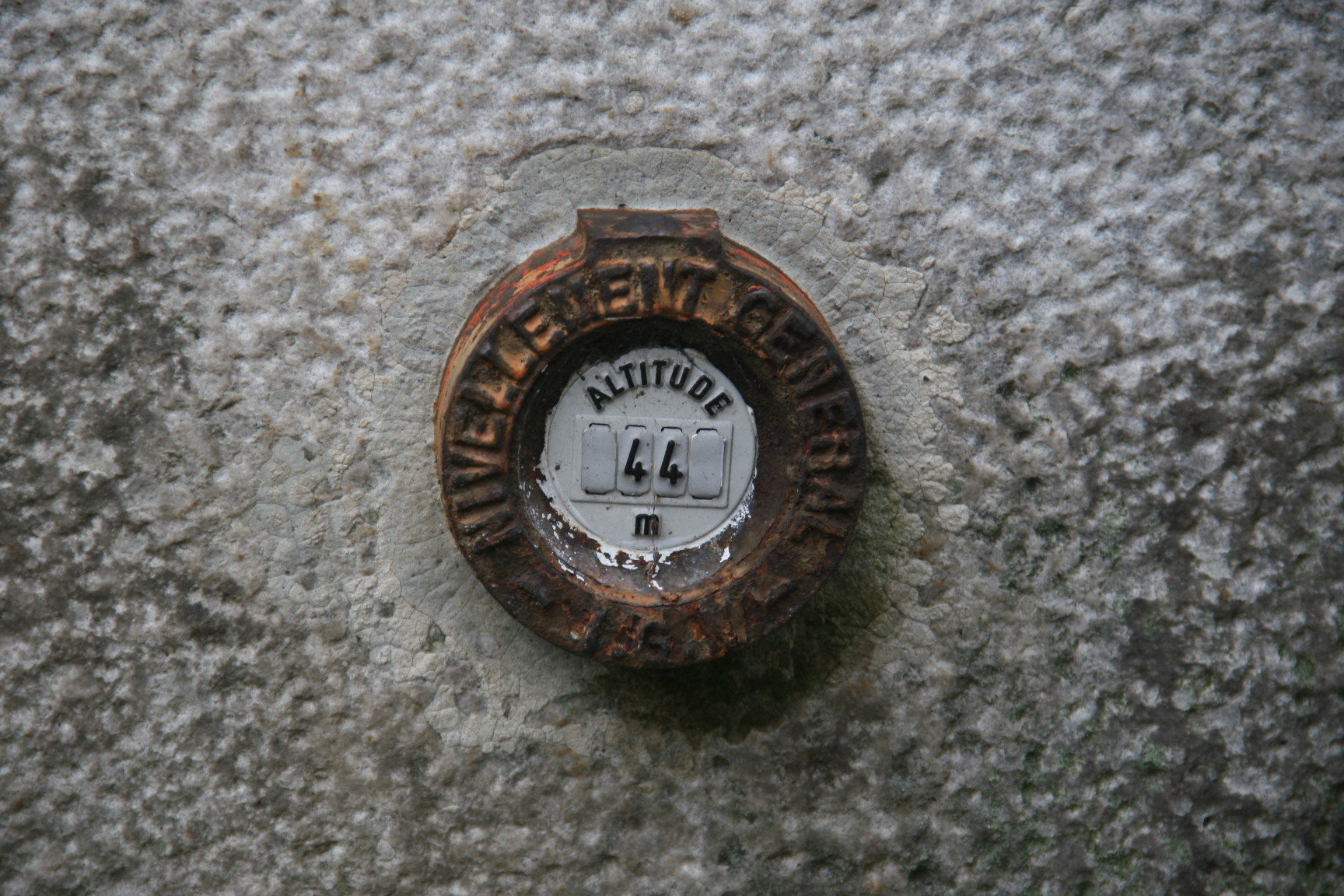
Repère cylindrique de nivellement général du pont Jeanne-d'Arc de Melun.
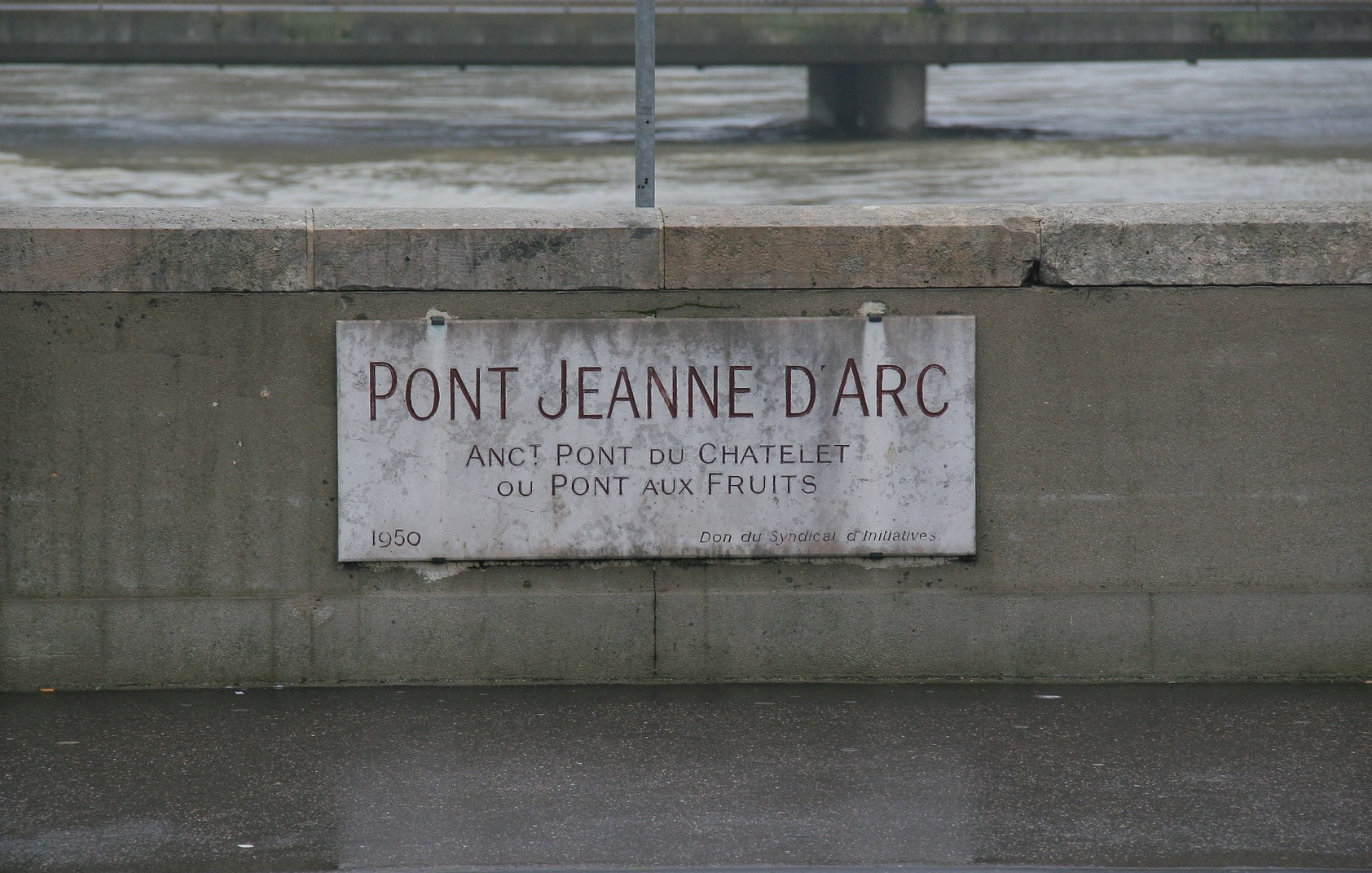
Plaque d'inauguration du pont.